# نزهة رحيل
نزهة رحيل ممثلة مغربية. اشتهرت بكثرة ظهورها في أفلام زوجها فوزي بنسعيدي.
تخرجت نزهة من المعهد العالي للفنون المسرحية في الرباط.
اشتغلت نزهة رحيل مع العديد من الفنانين المغاربة مثل داوود أولاد السيد والجيلالي فرحاتي وفوزي بنسعيدي وزكية الطاهري وهي معروفة بحضورها المتكرر في الأفلام التي يخرجها زوجها مثل فيلم "يا له من عالم رائع".
قال عنها الفنان محمد الشوبي:
«نزهة رحيل ممثلة كبيرة لم يتعرف عليها الشعب المغربي، لأنها لم تقتحم شاشاتهم المنزلية في انتاجات داخلية، لكن موقعها داخل السينما المغربية ثابت، ومؤكد»

## فيلموغرافيا

### الأفلام الروائية
- 1995: حصان الخظ
- 1998: وداعا فوران
- 2003: ألف شهر (ميل موا) [11]
- 2006: يا له من عالم رائع
- 2007: نامبروان [12]
- 2011: موت للبيع
- 2015: فاطمة
- 2017: وليلي

### الأفلام القصيرة
- 2000: مسارات
- 2000: لو مور

## روابط خارجية
- نزهة رحيل في قاعدة بيانات الأفلام على الإنترنت